# Flagge Navarras

Flagge Navarras
Seitenverhältnis 2:3

Die Flagge Navarras ist ein rotes Flaggentuch. Mittig ist das Wappen Navarras eingefügt.

## Geschichte
Die Flagge Navarras ist einfarbig rot und zeigt in der Mitte das historische Wappen Navarras. Darüber die Krone des Königreichs Navarra. Das Wappen stammt aus dem 13. Jahrhundert und zeigt goldene Ketten auf rotem Grund sowie einen grünen Smaragd in der Mitte. Repräsentiert werden jene Ketten, die das Lager des Kalifen Muhammad an-Nasir während der Schlacht bei Las Navas de Tolosa schützten, und die der Legende nach von König Sancho VII. von Navarra persönlich zerschlagen wurden, der grüne Smaragd soll dem Turban des Kalifen entstammen.

## Einzelnachweis
1. ↑  navarra.es